# Kudamatsu
Kudamatsu (japanisch 下松市, -shi) ist eine Stadt in der Präfektur Yamaguchi in Japan.

## Geographie
Kudamatsu liegt südlich von Shūnan an der Seto-Inlandsee.

## Geschichte
Die Stadt Kudamatsu wurde am 3. November 1939 gegründet.

## Weblinks

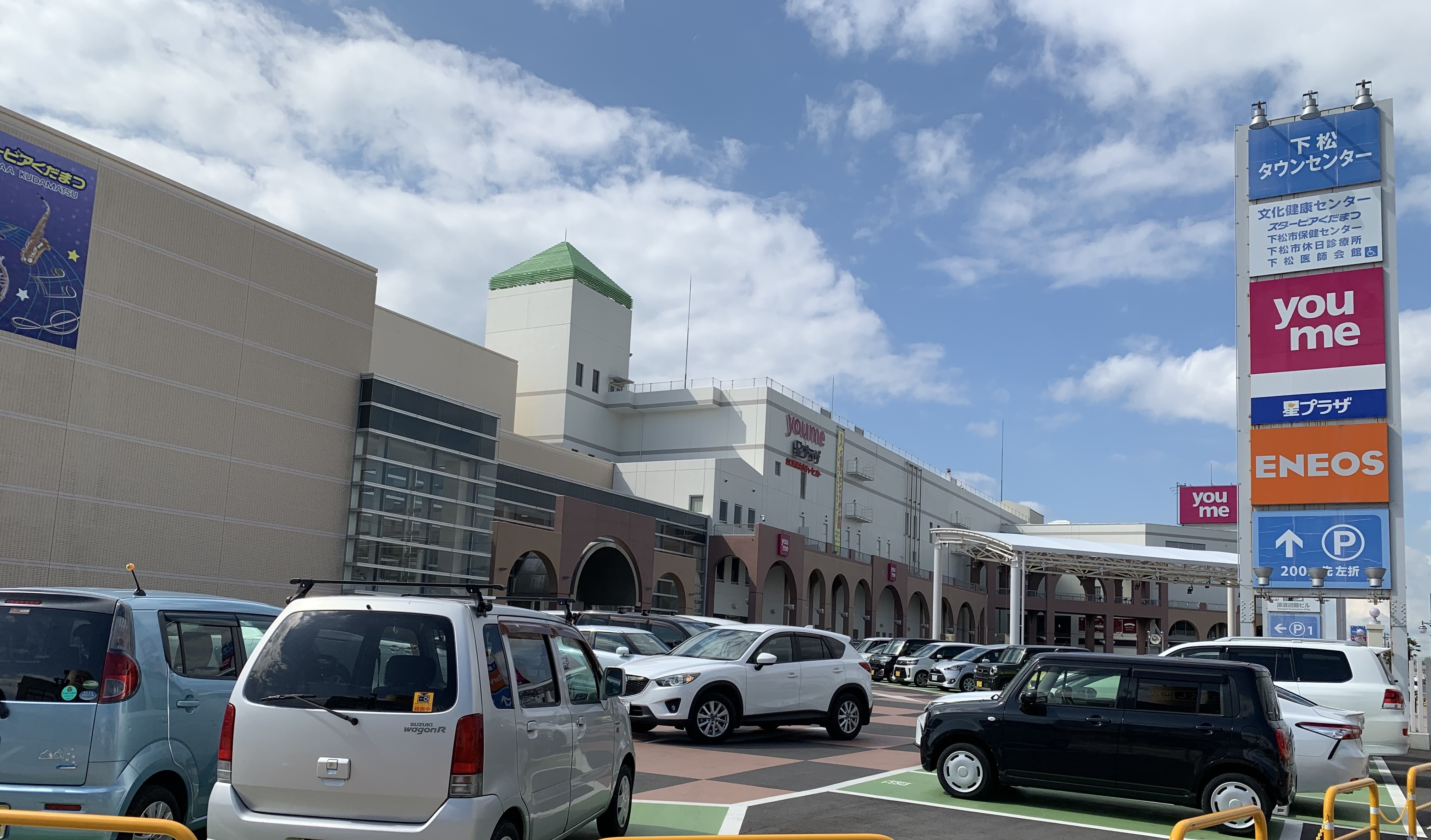
Stadtzentrum von Kudamatsu

## Verkehr
- Zug
  - JR Sanyō-Hauptlinie
  - JR Gantoku-Linie
- Straße:
  - Nationalstraße 2, 188

## Angrenzende Städte und Gemeinden
- Hikari
- Shūnan